# Lester Hayes III
Lester Rolland Hayes III (* 19. September 1993 in Savannah, USA) ist ein US-amerikanisch-puerto-ricanischer Fußballspieler.

## Verein
Hayes begann mit dem Fußball bei MD Nike Rush und der DeMatha Catholic High School in Maryland. Anschließend spielte der Mittelstürmer von 2011 bis 2014 für die Mannschaft der University of California. Dann folgten drei Jahre im kalifornischen Amateurfußball, ehe er weiter nach Spanien wechselte. Auch hier war er die folgenden Spielzeiten unterklassig aktiv und im Sommer 2021 wechselte Hayes zum dänischen Drittligisten Middelfart Boldklub. Mit dem Verein stieg er in die Viertklassigkeit ab und nach zwei Jahren wechselte er wieder zurück nach Spanien und schloss sich 2023 dem FC Málaga City in der Tercera Federación an.

## Nationalmannschaft
Am 2. Juni 2021 debütierte Hayes für die A-Nationalmannschaft von Puerto Rico im WM-Qualifikationsspiel gegen die Bahamas. Beim 7:0-Sieg im Estadio Centroamericano von Mayagüez wurde er in der 63. Minute für Ricardo Rivera eingewechselt und erzielte in der Nachspielzeit den Treffer zum Endstand. Auch sechs Tage später kam Hayes in der Partie gegen Guyana (2:0) zu einem weiteren Einsatz. Sein bisher letztes Spiel folgte ein Jahr später während der CONCACAF Nations League beim 3:0-Auswärtserfolg auf den Cayman Islands.